# Vare, Varbergs kommun
Vare är en by i Varbergs kommun, Hallands län. Den ligger omkring sex kilometer söder om Varberg och öster om Träslövsläge. 